# Pilemostoma
Pilemostoma là một chi bọ cánh cứng trong họ Chrysomelidae.
Chi này được miêu tả khoa học năm 1891 bởi Desbrochers.

## Các loài
Chi này gồm các loài:
- Pilemostoma fastuosa (Schaller, 1783)